# Valentín Grimalt Oruez
Valentín Grimalt Oruez est un gardien international argentin de rink hockey né le 2 juillet 1989. Il évolue, en 2015, au sein du HC Liceo.

## Palmarès
En 2015, il participe au championnat du monde de rink hockey en France.